# Zaragoza (tartomány)
Zaragoza (aragónul és spanyolul: Provincia de Zaragoza) egy tartomány Spanyolországban, Aragónia autonóm közösségben.